# 仲地礼亜
仲地 礼亜（なかち れいあ、2001年2月15日 - ）は、沖縄県中頭郡読谷村出身のプロ野球選手（投手）。右投右打。中日ドラゴンズ所属。

## 経歴

### プロ入り前
読谷村立古堅南小学校で野球を始め、読谷村立古堅中学校在学時は硬式野球のクラブチームである北谷ボーイズでプレーしていた。
2学年上の兄・玖礼を追い、沖縄県立嘉手納高等学校へ進学。1年夏にチームは第98回全国高等学校野球選手権大会へ出場し、玖礼がエースを務めたが、自身はベンチ外だった。その後2年時からエースを務めた。1年夏以降は甲子園大会への出場はなく、3年夏は沖縄県大会準決勝で宮城大弥擁する興南に敗れた。
沖縄大学に進学し、1年時からベンチ入り。3年春に出場した全日本大学野球選手権大会では名城大学を相手に8回1失点と好投し、注目を集めた。
2022年9月10日にプロ志望届を提出。その後、10月19日に中日ドラゴンズが仲地をドラフト1位指名することを公表し、10月20日のドラフト会議で公言通り中日からドラフト1位で指名された。沖縄県の大学に所属する選手がドラフト会議で指名されるのは史上初のこととなった。11月7日に契約金1億円、年俸1600万円、出来高5000万円で仮契約を結んだ。背番号は31。

### 中日時代
2023年、春季キャンプは二軍スタートとなったが、終盤に一軍に合流。オープン戦に登板し経験を積んだ。5月13日の東京ヤクルトスワローズ戦でプロ初登板、初先発したが、初回に村上宗隆に2点本塁打を許し、左脇腹を痛めたこともあり2回の攻撃で代打を送られ1回2失点で降板し、敗戦投手となった。7月26日の横浜DeNAベイスターズ戦では6回無失点と好投し、プロ初勝利を記録した。この年は9試合に登板して2勝5敗、防御率4.98、37奪三振を記録した。オフに100万円ダウンの推定年俸1500万円で契約を更改した。11月下旬からは台湾で行われたアジアウインターベースボールリーグにNPB WHITEのメンバーとして派遣された。
2024年も開幕は二軍スタートとなった。二軍公式戦8試合に登板して、3勝2敗、防御率3.23と状態を上げ、5月26日に一軍に昇格。同日のヤクルト戦で先発投手として同年初登板した。1回を2奪三振で三者凡退に抑えたが、2回のマウンドに戻ることなく緊急降板となった。翌27日、右足（右内転筋）を痛めたことを理由に登録を抹消された。8月下旬にも同部位を痛め、これ以降一軍戦で登板することはなかった。11月7日、350万円減となる推定年俸1150万円で契約を更改した。12月16日に背番号が26に変更されることが発表された。

## 選手としての特徴・人物
最速152km/hを誇る本格派右腕で、チェンジアップ、カーブ、カットボール、スライダー、ツーシーム、スプリットの6種類の変化球を投じる。
目標とする選手に、同郷出身の安仁屋宗八と東浜巨を挙げている。

## 詳細情報

### 年度別投手成績
| 年 度     | 球 団     | 登 板 | 先 発 | 完 投 | 完 封 | 無 四 球 | 勝 利 | 敗 戦 | セ 丨 ブ | ホ 丨 ル ド | 勝 率 | 打 者 | 投 球 回 | 被 安 打 | 被 本 塁 打 | 与 四 球 | 敬 遠 | 与 死 球 | 奪 三 振 | 暴 投 | ボ 丨 ク | 失 点 | 自 責 点 | 防 御 率 | W H I P |
| --------- | --------- | ----- | ----- | ----- | ----- | -------- | ----- | ----- | -------- | ----------- | ----- | ----- | -------- | -------- | ----------- | -------- | ----- | -------- | -------- | ----- | -------- | ----- | -------- | -------- | ------- |
| 2023      | 中日      | 9     | 9     | 0     | 0     | 0        | 2     | 5     | 0        | 0           | .286  | 194   | 43.1     | 41       | 6           | 25       | 1     | 0        | 37       | 0     | 0        | 24    | 24       | 4.98     | 1.52    |
| 2024      | 中日      | 1     | 1     | 0     | 0     | 0        | 0     | 0     | 0        | 0           | ----  | 3     | 1.0      | 0        | 0           | 0        | 0     | 0        | 2        | 0     | 0        | 0     | 0        | 0.00     | 0.00    |
| 通算：2年 | 通算：2年 | 10    | 10    | 0     | 0     | 0        | 2     | 5     | 0        | 0           | .286  | 197   | 44.1     | 41       | 6           | 25       | 1     | 0        | 39       | 0     | 0        | 24    | 24       | 4.87     | 1.49    |

- 2024年度シーズン終了時

### 年度別守備成績
| 年 度 | 球 団 | 投手  | 投手  | 投手  | 投手  | 投手  | 投手     |
| 年 度 | 球 団 | 試 合 | 刺 殺 | 補 殺 | 失 策 | 併 殺 | 守 備 率 |
| ----- | ----- | ----- | ----- | ----- | ----- | ----- | -------- |
| 2023  | 中日  | 9     | 3     | 7     | 0     | 1     | 1.000    |
| 2024  | 中日  | 1     | 0     | 0     | 0     | 0     | ----     |
| 通算  | 通算  | 10    | 3     | 7     | 0     | 1     | 1.000    |

- 2024年度シーズン終了時

### 記録
初記録
投手記録
- 初登板・初先発登板：2023年5月13日、対東京ヤクルトスワローズ7回戦（明治神宮野球場）、1回2失点で敗戦投手[22]
- 初奪三振：同上、1回裏に青木宣親から空振り三振
- 初勝利・初先発勝利：2023年7月26日、対横浜DeNAベイスターズ13回戦（バンテリンドーム ナゴヤ）、6回1安打無失点4奪三振[23]

打撃記録
- 初打席：2023年7月26日、対横浜DeNAベイスターズ13回戦（バンテリンドーム ナゴヤ）、3回裏にロバート・ガゼルマンから空振り三振

### 背番号
- 31（2023年[9] - 2024年）
- 26（2025年[20] - ）